# Нижнє Красне (Велізький район)
Нижнє Красне (Велізький район) (рос. Нижнее Красное) — присілок Велізького району Смоленської області Росії. Входить до складу Будницького сільського поселення.
Населення — 10 осіб (2007 рік). 